# Тај-Гер
Тај-Гер (изворно: Ty-Grrr) један је од каснијих ликова у првој линији играчака Господарâ свемира. Тај-Гер је метеорб који се претвара у тигра. Док је у облику метеорба, Тај-Гер личи на жуто јаје са тигровим пругама. Да би се претворио, обе половине његовог оклопа у облику јајета морају се скинути како би се унутрашње тело могло расклопити. Оклоп се затим причвршћава на тело. Акциона фигура Тај-Гера није имала минијатурни стрип.